# Simon Merrells
Simon S Merrells (Epping, 30 agosto 1965) è un attore britannico.

## Biografia
Nato nel 1965, ha un fratello maggiore di tre anni di nome Jason, anch'esso attore. Lascia presto la scuola di recitazione per andare in Messico con un furgoncino lavorando come pittore. Successivamente convinto dal fratello, che abita a Brighton, torna in Inghilterra e i due iniziano a lavorare nei teatri della città. Proprio come Jason, anche Simon si è sposato molto presto ed ha divorziato. Ha un figlio. Ha interpretato Marco Licinio Crasso nella serie TV Spartacus.

## Filmografia

### Cinema
- Small Time Obsession, regia di Piotr Szkopiak (2000)
- Invisible Eyes, regia di Olivier Cohen (2009)
- Wolfman (The Wolfman), regia di Joe Johnston (2010)
- Judas Ghost, regia di Simon Pearce (2013)
- Index zero, regia di Lorenzo Sportiello (2014)
- The Leap, regia di Karel van Bellingen - cortometraggio (2015)
- The Rise of the Krays, regia di Zackary Adler (2015)
- Firenze e gli Uffizi 3D/4K, regia di Luca Viotto (2015)
- Take Down, regia di Jim Gillespie (2016)
- I Am the Doorway, regia di Simon Pearce - cortometraggio (2018)
- Angel Hunter, regia di Giuseppe Motta - cortometraggio (2019)

### Televisione
- Le nuove avventure di Robin Hood (The New Adventures of Robin Hood) – serie TV, episodio 1x5 (1997)
- Casualty – serie TV, episodi 15x35-15x36 (2001)
- London's Burning – serie TV, 14 episodi (2000-2001)
- The Six Wives of Henry VIII – miniserie TV, episodio 1x4 (2001)
- Dream Team – serie TV, 12 episodi (2001)
- Merseybeat – serie TV, 5 episodi (2002-2003)
- Heartbeat – serie TV, episodio 12x22 (2003)
- Family Affairs – serie TV, 22 episodi (2004-2005)
- Metropolitan Police (The Bill) – serie TV, episodi 23x26-11x80 (1995-2007)
- Ashes to Ashes – serie TV, episodio 3x1 (2010)
- Doctors – serie TV, episodi 5x16-10x111-12x187 (2003-2011)
- Silk – serie TV, episodio 2x3 (2012)
- Spartacus (Spartacus: War of the Damned) – serie TV, 10 episodi (2013)
- The Musketeers – serie TV, episodio 1x6 (2014)
- The Tomorrow People – serie TV, 14 episodi (2013-2014)
- Dominion – serie TV, 9 episodi (2015)
- Legends of Tomorrow – serie TV, episodi 3x1-3x18 (2017-2018)
- L'esercito delle 12 scimmie (12 Monkeys) – serie TV, episodi 4x1-4x8 (2018)
- Knightfall – serie TV, 18 episodi (2017-2019)
- Good Omens – serie TV, 4 episodi (2019)
- Il Signore degli Anelli - Gli Anelli del Potere (The Lord of the Rings: The Rings of Power) – serie TV, episodi 1x01-1x03 (2022)
- Il re d'inverno - Artù, dal mito alla leggenda (The Winter King) – serie TV, 9 episodi (2023)
- Miss Fallaci – serie TV (2025)

## Doppiatori italiani
Nelle versioni in italiano delle opere in cui ha recitato, Simon Merrells è stato doppiato da:
- Sandro Acerbo in Spartacus
- Roberto Pedicini in Firenze e gli Uffizi 3D/4K
- Mario Cordova in The Tomorrow People
- Francesco Prando in Knightfall
- Pasquale Anselmo in Good Omens
- Francesco Venditti ne Il Signore degli Anelli - Gli Anelli del Potere
- Stefano Thermes ne Il re d'inverno - Artù, dal mito alla leggenda